# Quartet Gerhard

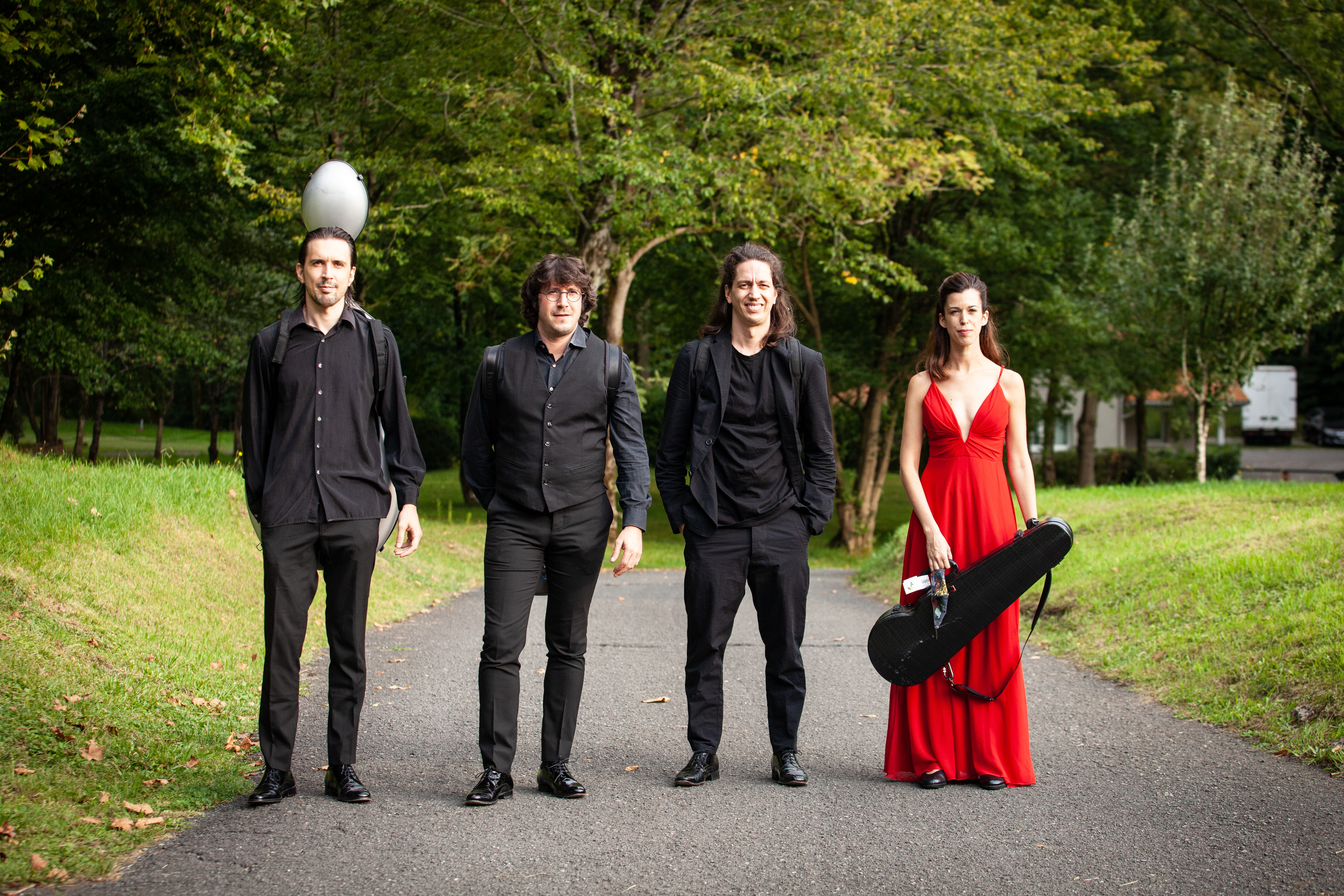
Quartet Gerhard 2021

Das Quartet Gerhard ist ein katalanisches Streichquartett aus Barcelona. Miquel Jordà i Saún spielt die Viola, Lluís Castán i Cochs und Judit Bardolet i Vilaró spielen die Violine und Jésus Miralles i Roger das Violoncello.
Im Jahr 2010 gründeten vier langjährige Freunde in Katalonien das Quartet Gerhard. Die jungen Musiker wählten für ihr Quartett den Namen des schweizerisch-katalanischen Komponisten und Schönberg-Schülers Robert Gerhard (1896–1970). Das gemeinsame Studium führte die vier Musiker nach Basel (Rainer Schmidt), Berlin (Eberhard Feltz) und Hannover (Oliver Wille). Auf diesen Stationen perfektionierte das Quartett seinen charakteristisch warmen, homogenen Klang.
Das Quartett wurde bei zahlreichen Musikwettbewerben in Spanien und in Europa ausgezeichnet. Das Quartett gewann sowohl 2010 beim INJUVE Award für klassische Musik des Spanischen Ministeriums für Bildung und Kultur als auch 2011 beim Wettbewerb Juventudes Musicales de España den zweiten Preis. 2011 wurde das Quartett beim Internationalen Kammermusikfest auf Schloss Weikersheim von Jeunesses Musicales zum „überzeugendsten Nachwuchsensemble“ erklärt. Seit 2011 nimmt das Quartett regelmäßig am Festival der ProQuartet Academy in Frankreich teil. Das Quartett wurde zu bedeutenden Festivals eingeladen wie dem Segovia Festival of Music, dem Würzburger Mozartfest oder dem Dino Ciani Festival in Italien; es spielte bereits in bedeutenden Konzerthäusern Spaniens. Im Januar 2013 wurde das Quartett Gerhard mit dem Förderpreis der August Pickhardt-Stiftung ausgezeichnet. Diese Auszeichnung ist mit einem Konzert in der Reihe der Gesellschaft für Kammermusik Basel verbunden.
Konzerte des Quartetts wurden und werden regelmäßig von Catalunya Musica, von Radio Nacional de España, von SWR 2 und von NDR übertragen.
2016 erschien die CD „Portrait“ mit Werken von Mendelssohn, Robert Gerhard und Ravel. Im Herbst 2017 debütierte das Ensemble bei Harmonia Mundi in der Reihe Harmonia Nova mit Werken von Schumann, Kurtág und Berg. Für diese Interpretationen erntete das Quartett begeisterte Kritiken. Von einem „enorm beeindruckenden Debüt“ sprach The Guardian, von einer „extrem wichtigen CD“ das Magazin Rhinegold.